# Jean Nocher
Jean Nocher, de son vrai nom Gaston Charon, né le 27 septembre 1908 à Poitiers et mort le 24 juin 1967 à Bougival, est un journaliste et polémiste français.

## Biographie

### Débuts
Fils d'un directeur d'école, le jeune Gaston Charon fit ses études au lycée de Poitiers, puis au lycée Henri IV à Paris puis à l'École normale supérieure de la rue d'Ulm (section : Lettres), aux côtés de Jacques Soustelle, de Robert Brasillach et Georges Pompidou. Il fait ses débuts dans la vie active comme professeur dans un cours féminin.
Il devient journaliste de presse en 1933 après une lettre publiée dans L'Œuvre et suivie de différents articles dans ce même journal qu'il quittera après la publication, le 4 mai 1939, de l'article de Marcel Déat  « Mourir pour Dantzig ? ».
Ses engagements des années 1930 le situent clairement à gauche : il est membre de la CGTU, et actif au sein du Mouvement Amsterdam-Pleyel, deux organisations où les communistes sont très nombreux, et fonde, en 1934, les Jeunes équipes unies pour une nouvelle économie sociale (JEUNES), dont l'idéologie est assez proche de celle de Jacques Duboin, et qui soutiennent Léon Blum.

### Engagement dans la Résistance
Dès 1940, il fonde à Saint-Étienne les premiers noyaux de résistance, devient chef départemental du mouvement Franc-Tireur, organise les premiers groupes francs de la Loire et reçoit les premiers parachutages. En décembre 1941, devenu alors Jean Nocher, il fonde le premier journal clandestin de la région, L'Espoir. Il devient à cette période le premier responsable des Mouvements unis de la résistance dans la Loire.
Le 29 septembre 1942, il est arrêté à Saint-Étienne avec une quinzaine de ses compagnons de lutte et enfermé à la prison Saint-Paul, livré à la Gestapo et incarcéré à la prison Montluc. Jugé par le premier et le seul « tribunal d'État » où Joseph Darnand avait siégé comme vice-président, et acquitté faute de preuves grâce au talent de Maître de Fraissinette, futur déporté et maire de Saint-Étienne, Nocher est finalement libéré après un nouveau séjour de neuf mois dans un camp d'internement à Évaux-les-Bains. Fin 1943, il retourne dans le Forez et reprend la lutte. En août 1944, il rédige le dernier Franc-tireur clandestin.
À la Libération, L'Espoir, dont il est toujours directeur, est devenu le journal du Mouvement de libération nationale.

### Carrière radiophonique

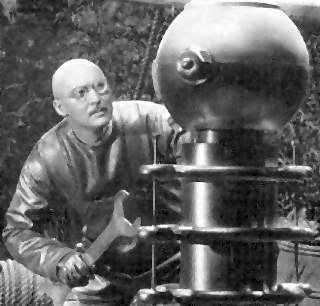
Le savant fou est le personnage central de l'émission de radio de Jean Nocher (photo : personnage du savant fou dans un film américain des années 1940)

Il commence sa carrière à la radio publique française peu après la Libération[réf. souhaitée]. En 1946, il est contraint de quitter son poste à la suite d'une émission dénommée Plate-forme 70 sur le danger du nucléaire, mise en onde sous forme d'un faux reportage, et dont le générique est « oublié »[réf. souhaitée].

Le 4 février 1946 à 20 h 45, les auditeurs entendent les déclarations du professeur Helium, de l'« Institut mondial des recherches atomiques », déclarer que des scientifiques travaillent à la désintégration de l'atome et qu'ils viennent d'en perdre le contrôle entraînant des catastrophes en chaîne. À l'instar d'Orson Welles avant lui (avec son émission sur la guerre des mondes), l'émission n'entraîne pas de réels mouvements de panique mais a des conséquences fâcheuses pour son auteur,. En effet selon la chercheuse Juliette Volcler, directrice de la revue web Syntone dédiée à la création radiophonique, une certaine presse utilise la création de Jean Nocher pour la présenter comme ayant eu des conséquences néfastes vis-à-vis des auditeurs de l'époque : 
« Les immeubles de la Radio avaient été pris d’assaut et devaient être gardés par la police, parce que de nombreux Parisiens étaient morts de peur, que d’autres avaient succombé à des doses massives d’alcool absorbées en quelques instants de désespoir, que de nombreuses femmes avaient accouché prématurément, que des cas de folie étaient signalés partout, que les polices, les ambulances et les pompiers étaient sur les dents, qu’il y avait des émeutes dans les faubourgs, que l’auteur de Plateforme 70 était arrêté, qu’il était en fuite, etc.  »
 Cet épisode marque le début de son intérêt pour la littérature d'anticipation et pour le danger de la guerre nucléaire qu'il développera par la suite[réf. souhaitée].

### Engagement politique
Il rejoint l'Union démocratique et socialiste de la Résistance (UDSR), auquel adhérait également François Mitterrand, avant d'en être exclu en 1948 par Eugène Claudius-Petit. Nocher devient alors l'un des principaux rédacteurs de L'Étincelle, journal du Rassemblement du peuple français (RPF), le parti fondé par le général de Gaulle en 1947. Ses articles contribuent à donner une image radicale et droitière du RPF, comme l'ont noté Jean Lacouture puis Éric Roussel dans leurs biographies du général de Gaulle.
Ainsi, en octobre 1947, il écrit, à propos de Jean-Paul Sartre : « Enterrons cette pourriture et que la jeunesse se lève pour donner un autre souffle à la France. Une morale qui ne mène pas à coup sûr au plagiat, au masochisme, à l’inceste, à la pédérastie, […] à l'opiomanie, à l'onomatopisme, à la psychasthénie scatologique […], à la démence précoce, à l'impuissance psychique. L'heure va sonner où une autre école rendra à la France son vrai visage : un visage au regard droit, monsieur Jean-Paul Sartre. »
En juin 1951, il est élu député de la  Loire, obtenant 22,7 % des voix pour le Rassemblement du peuple français (RPF),, dont il mène la liste au niveau départemental. En 1953, cependant, il est exclu du RPF pour avoir constitué une liste dissidente du parti pour l'élection municipale de Saint-Étienne. Il ne se représente pas en 1956, mais professe jusqu'à la fin de sa vie un anticommunisme virulent.

### Retour dans le monde radiophonique
En 1958, il revient dans l'audiovisuel public et tient une chronique quotidienne En direct avec vous jusqu'à sa mort[réf. souhaitée]. Il anime des émissions sur la résistance. Il est devenu célèbre pour ses chroniques quotidiennes et les séries d'émissions radiophoniques de science-fiction En direct du futur.
Il est inhumé au cimetière de Bougival.

## Famille
Jean Nocher est le père de l'acteur et metteur en scène François Nocher.

## Publications
- J.-G. Charon [nom de plume], Les Coopératives rurales et l'État, en Tchécoslovaquie et en Roumanie, en collaboration avec R. Polin, publié par le Centre de Documentation Sociale de l'École Normale Supérieure, préface de G. Bouglé, Éditions Alcan, 1932.
- Frankenstein, l'Âge d'or ou la fin du Monde ? Essai de civilisation machiniste, Éditions Nouvelles, 1934.
- Révolutionnaires, où allez-vous ? Esquisse d'un plan constructif, en collaboration avec Jove, Éditions Fustier, 1935.
- Pauvre Français ! introduction au Recensement des richesses de la France, publié par le groupe Dynamo, Fustier, 1936.
- Témoignage de la Jeunesse qui vient. Essai sur le Dynamisme et critique du monde qui meurt, illustrations de Jean Effel, Fustier, 1937.
- Manifeste de l'abondance. Charte du socialisme distributif, Nantal, 1938.
- Clochards, en argot, avec 30 dessins de Roland Coudon, Paris, Éditions Girard, 1939 ; rééd. en Suisse, Genève, Éditions du Rhône, 1943.
- Gueules noires, avec dessins de Roland Coudon, Éditions modernes, 1942.
- « Liberté chérie... », Éditions du M.L.N., 1944.
- La Liberté chantait dans sa prison, préface de Maurice Schumann, illustrations de Jean Burkalter, Éditions de "L'espoir", Saint-Étienne, 1945.
- Geôles de la Liberté, Journal de cellule d'un Combattant de la Résistance ; suivi d'Écrits clandestins publiés de 1941 à 1944 et d'Articles publiés ouvertement de 1940 à 1942, préface du Commandant Marey ex-Hervé, chef départemental des FFI, Éditions de "L'espoir", Saint-Étienne, 1945 ; Éd. Kundig, 1945.
- Les clandestins : la vie ardente et secrète de la Résistance, Gallimard, 1946.
- Plate-forme 70, ou l'âge atomique, S.P.E.R. (Saint-Étienne), 1946.
- Le Pamphlet atomique, fascicules (1947-1949) :
  - 1. Messieurs, les "Grands", un petit vous dit merde !, mars 1947
  - 2. J'accuse de Sabotage !, avril 1947
  - 3. Le temps des cocus, pentecôte 1947
  - 4. Ubureau au poteau ! ou les gaîtés du Dirigisme, juin 1947
  - 5. Hitler est vivant, août 1947
  - 6. Voici la fin du monde, octobre 1947
  - 7. Le mystère de Gaulle, octobre 1947
  - 8. Les vampires, janvier 1948
  - 9. J'accuse de trahison les dessous de la 3° Farce, février 1948
  - 10. Pour "en sortir", sauvetage de la France !... Voici enfin un plan de salut public,
  - 11. Trafiquants et profiteurs de la Résistance - Enfin des révélations, mai 1948
  - 12. Presse purée et Radio-alimentation, juin 1948
  - 13. Messieurs du parlement foutez-nous le camp !..., juillet 1948
  - 14. Ces gueules... se sont payé la vôtre !, septembre 1948
  - 15. Où passe votre argent ?, octobre 1948
  - 16. La guerre est déclarée. Voici le Plan d'invasion 49., décembre 1948
  - 17. Les grandes lubriques de la presse libertine et... respectueuse, janvier 1949
  - 18. Sadiques contemporains, février 1949
  - 19. Scandale de la justice : Pourquoi j'ai révélé l'affaire Marie, mars 1949
  - 20. Un Français qui veut vivre libre parle aux Français qui vont mourir, avril 1949
  - 21. La Conocratie, voici notre régime d'Étatisme partisan et de liberté dirigée, mai 1949
  - 22. Nos gros bonnets à poil, juin 1949
  - 23. Défense du Cochon de payant, juillet-août 1949, juillet-août 1949
  - 24. En plein merdier (degré de putréfaction du régime des partis), octobre 1949
- L'Aventure Héroïque de Skornicki-Montero, Patriote Français, 1947
- J'ai choisi la Vérité, 1948
- La Conocratie, 1949.
- Gloire à ma Loire, Dumas, 1953.
- Sélection d'entretiens radiophoniques (émission « En direct avec vous ») :
  - En direct avec vous, 1960-61
  - Directs !, Del Duca, 1961
  - En direct du futur, 1962. Les entretiens sont précédés du texte de quatre émissions d'anticipation (Plate-forme 70, Le Salon des Arts-Mé-85, Mars ou l'automation, Les Êtres d'ailleurs sont déjà là) ; et ils sont suivis d'œuvres clandestines (Journal de cellule, Poèmes clandestins), préface de Maurice Schumann.
- Histoires d'amour et d'humour (nouvelles), Del Duca, 1964.

## Odonymie
Une place de la ville de Saint-Étienne, préfecture du département de la Loire (dont il fut le député) porte le nom de Jean Nocher.